# Banda Municipal de Barcelona
La Banda Municipal de Barcelona és una institució musical de llarga tradició, fundada l'any 1886. Des de 2007 és resident a L'Auditori de Barcelona on ofereix una temporada estable de concerts i on desenvolupa projectes amb la col·laboració d'artistes i agrupacions, tant del panorama internacional com de l'àmbit local. El director titular és, des del setembre de 2018, el compositor i director valencià José Rafael Pascual-Vilaplana.

## Antecedents: segles XIV-XIX
Des del segle xiv tenim constància de la presència de grups instrumentals acompanyant actes i celebracions municipals a Barcelona, sovint sota la denominació “música de la ciutat”. Les trompetes i els tambors duien l'escut de la ciutat i formaven part del seguici de l'autoritat de l'Ajuntament. En ocasions especials, pagava els serveis de diverses cobles de ministrers, els quals complien una funció més lúdica i d'esbarjo adreçada als ciutadans. Es tractava de grups musicals de caràcter variable, quant a nombre de participants, que amenitzaven les celebracions o dates importants de la ciutat. La referència més antiga que tenim és del 29 d'agost de 1361, quan el rei Pere el Cerimoniós demana l'assistència de cinc joglars per a l'entrada de la Infanta de Sicília a la ciutat de Barcelona.
Les notícies sobre l'actuació de grups de vent a la ciutat són recurrents durant els segles XV i XVI quan, fins i tot, tenim constància dels inicis de la professionalització dels músics barcelonins amb la creació, el 13 de juliol de 1599, de la primera Confraria de Músics de Barcelona. Al llarg dels segles xvii i xviii trobem variada documentació que ens informa de les relacions regulars entre grups de músics i la corporació municipal. Aquestes relacions regulars, però inestables, són les que el consistori intentarà afermar amb la creació d'una banda de música pròpia, cosa que tindrà lloc a finals del segle xix.

## Els inicis de la Banda: la seva creació
Formació de gran transcendència social en l'època de la seva fundació, tingué per funció l'apropament de la música dels grans autors a les masses populars, en un moment en què l'art estava reservat als membres de les classes més benestants.
Amb els inicis de l'edat contemporània, el consistori decideix regular la situació de la música municipal. Des de l'any 1837 hi havia hagut intents de constituir-la com a formació independent, però això no va succeir finalment fins al 2 de març de 1886 que definitivament es produeix. Un clarinetista italià amb molt de renom en aquells moments, va formar part d'aquella primera plantilla de la Banda, tot tocant el requint. Aquest va ser el cas de l'Artemisio Salvatori.
Es decideix crear alhora la Banda-Orquestra Municipal de l'Ajuntament de Barcelona i l'Escola Municipal de Música en una decidida política de professionalitzar el món musical i dotar-lo d'estabilitat. El càrrec de director de la Banda, que anirà associat a la direcció de l'Escola de Música, l'ocuparà en un primer moment Josep Rodoreda i Santigós, músic reconegut a la Barcelona del moment.
Els primers contactes amb la ciutadania van d'èxit, la nova agrupació va ser rebuda amb entusiasme. El consistori va construir al parc de la Ciutadella una glorieta perquè la Banda pogués oferir concerts els diumenges d'estiu i a l'hivern ho feien a la cantonada del passeig de Gràcia amb la Gran Via de les Corts Catalanes. Es tractava de concerts de curta durada amb peces de brillant orquestració dels compositors de moda: Richard Wagner, Felix Mendelssohn, Jules Massenet, Giacomo Meyerbeer, etc.

## Època de referència: La Banda de Lamote de Grignon

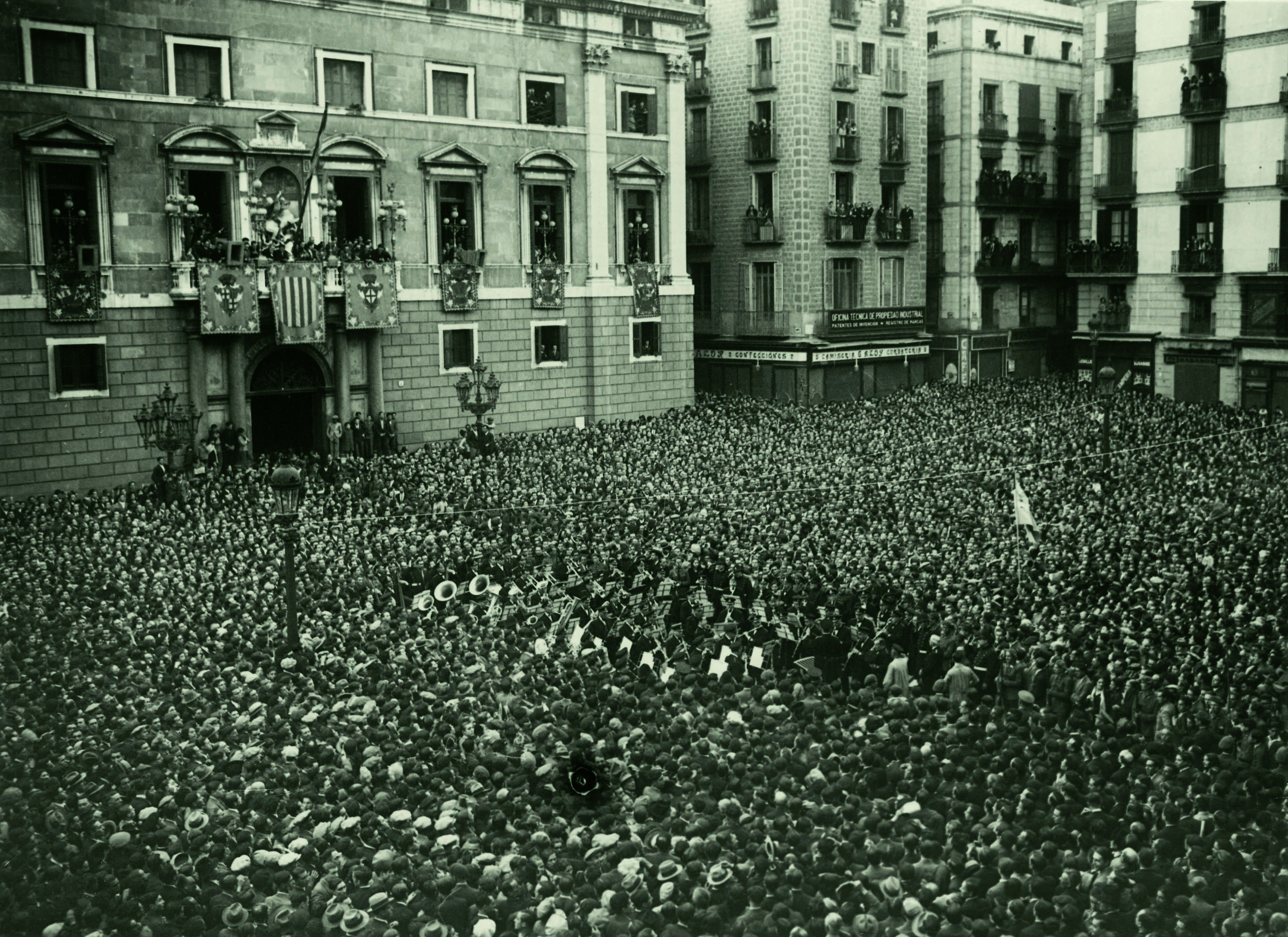
La Banda Municipal de Barcelona toca a la Plaça Sant Jaume durant la Proclamació de la II República Espanyola (fotograf: Josep Maria Sagarra, 1931)

A principis del segle xx, esdevé una institució de referència arreu. En aquest període, es fa càrrec de la institució en Joan Lamote de Grignon i l'any 1915 aconsegueix que la formació deixi de dependre de l'Escola de Música de la ciutat (avui Conservatori Municipal de Música de Barcelona). És en aquesta època que compta amb la visita - i fins i tot amb la batuta - de grans celebritats de la música com Richard Strauss.
Des de la batuta de Rodoreda com a primer director de la Banda, havien passat d'altres noms com el d'Antoni Nicolau i Parera (1896 -1897), Celestí Sadurní i Gurguí (1897-1910) o Cristòfol Casanyé (1910 -1914). Però va ser de la mà de Lamote de Grignon que es van plantejar millores substancials en l'organització i estructuració de la institució (com canvis als indrets de concert i local d'assaig propi, autonomia respecte de l'Escola de Música, millores laborals pels músics o augment i equilibri de la plantilla) fets que van començar a veure's reflectits en la qualitat artística de la institució.
Les cròniques de l'època reflecteixen un temps de renaixement, brillantor i orgull per part de la ciutadania per la seva Banda Municipal, a causa de l'alt nivell artístic que experimentava. Aquesta afirmació és provada pel concert que va tenir lloc el 19 de març de 1925, en el qual el compositor i director Richard Strauss va actuar a la Plaça Sant Jaume. Després d'haver assistit a un concert de la Banda a la Plaça del Rei, Strauss es va sentir impactat per la seva excel·lent qualitat musical i va demanar dirigir-la en un esdeveniment públic. A més, va convidar la Banda a participar en l'Exposició Internacional de Música de Frankfurt de 1927, on va oferir vuit concerts molt exitosos.
Del 1896 fins al 1930, la Banda Municipal va tenir el privilegi de tenir com a clarinet solista el Josep Nori Zavalloni, un virtuós italià que a la vegada també formava part de l'Orquestra Pau Casals i impartia les seves classes a l'Escola Municipal de Música de Barcelona.
De la mà de Lamote de Grignon la Banda va encetar els anomenats Concerts Simfònics Populars, amb les dues actuacions que l'agrupació va fer a l'Exposició Internacional de Barcelona del 1929. Concerts Simfònics Populars és el títol genèric que van adoptar els concerts dominicals que s'oferien al Palau de les Belles Arts, construcció feta per a l'Exposició Universal de Barcelona de 1888, i en la qual la Banda també va participar assíduament. De la sèrie d'aquests concerts anuals, un parell se solien dedicar als joves estudiants de música de les escoles municipals, de manera que els hem d'entendre com una iniciativa pedagògica i educativa musical pionera a la ciutat. La famosa pianista catalana Alícia de Larrocha va tocar com a solista, el 1934, amb només dotze anys al 80è Concert Simfònic Popular amb la Banda Municipal de Barcelona.

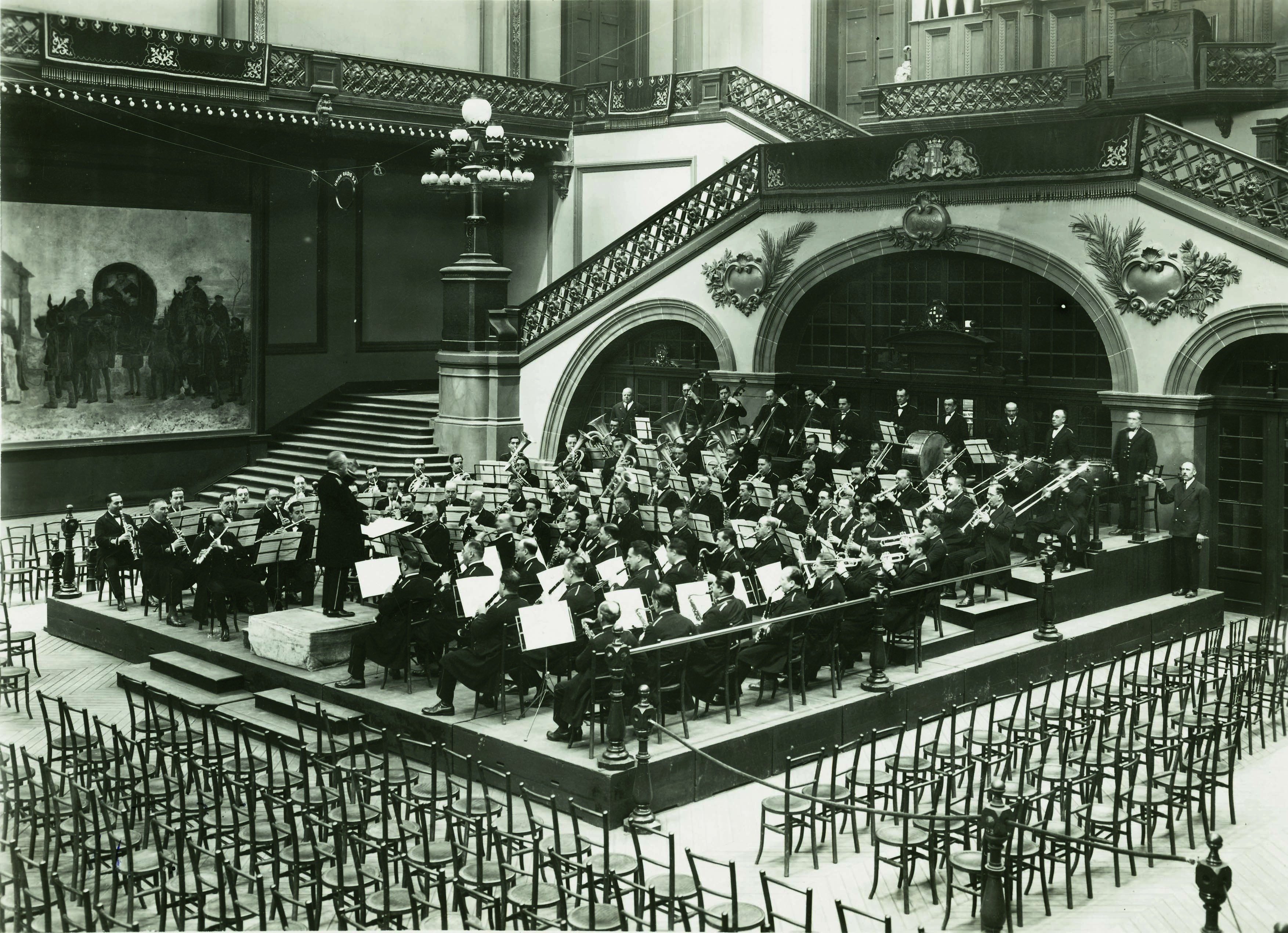
La Banda Municipal de Barcelona junt al seu mestre Joan Lamote de Grignon al Palau de Belles Arts de Barcelona (fotògraf: Jaume Ribera, 1927)

Joan Lamote de Grignon va estar al capdavant de la Banda vint-i-quatre anys aconseguint un nivell tècnic i artístic excepcional, a més d'un fort arrelament institucional i ciutadà. Malgrat això, el 29 gener de 1939, tres dies després de l'entrada de les tropes franquistes a la nova Barcelona nacional, amb una missa de campanya a plaça de Catalunya (Barcelona) es va encetar el període de depuració de la Banda, que va patir en tant que organisme públic. Al mes de juny Joan Lamote de Grignon va ser destituït del seu càrrec –igual que Ricard Lamote de Grignon que n'era el sotsdirector–, i es va donar pas al trist període d'austeritat de la formació.

## La llarga postguerra
La situació política i social de la Barcelona de mitjans del segle XX afectà profundament el sector cultural i artístic de la ciutat, que abans de la Guerra Civil Espanyola havia gaudit d'un àlgid moment creatiu. Com a institució pública, la Banda Municipal va patir els retalls i l'escassetat de recursos propis de l'època autàrquica del franquisme.
El juny del 1943 l'Ajuntament de Barcelona començà un procés de conversió de la Banda Municipal en l'Orquestra Municipal de Barcelona, que va culminar el març de 1944 amb la creació del que avui és l'Orquestra Simfònica de Barcelona i Nacional de Catalunya.
Malgrat aquesta inicial dissolució i reducció de la formació, junt amb la situació política del moment, la Banda va aconseguir mantenir-se durant aquestes dures dècades gràcies al treball de músics i directors com Ramon Bonell i Chanut (1939-1955), Ricard Lamote de Grignon (1955-1957) fill de Joan Lamote de Grignon i anterior sotsdirector de la Banda, Joan Pich i Santasusana (1957-1967), Josep González (1967-1969) i Enric Garcés Garcés (1969 -1979).

## Transició i retorn a la democràcia
Les quasi tres dècades que ens porten des de final de la dècada del 1970 fins a la residència de la Banda a L'Auditori van ser dirigides per Francesc Elias i Prunera (1979 -1980), Albert Argudo i Lloret (1980 -1993) i Josep Mut (1993 -2007).
Durant aquests anys la Banda reprèn la seva activitat a la ciutat, oferint concerts als districtes i continuant amb la seva activitat protocol·lària per al consistori. Malgrat les adversitats polítiques i institucionals, la Banda continuà oferint servei musical a la ciutat de Barcelona, canviant regularment la seva seu (de l'Aliança de Poblenou, al Casinet d'Hostafrancs o a les Cotxeres de Sants) fins a aterrar definitivament a L'Auditori.

## La Banda Municipal i L'Auditori
Des del 2007 la Banda és resident a L'Auditori de Barcelona on ofereix una temporada estable de concerts amb la col·laboració de diversos de directors i solistes convidats, tant del panorama internacional com de l'àmbit local. Coincidint amb l'arribada de la Banda a l'equipament, va prendre la batuta de la formació el compositor i director català Salvador Brotons i Soler.
Des de la seva direcció s'ha reforçat el compromís amb la creació contemporània, encomanant obres a compositors en actiu, intentant incrementar la difusió de la música catalana, i ampliant el repertori propi per a banda per tal d'apropar aquesta música a la ciutadania. El dia d'avui, la Banda Municipal de Barcelona és una agrupació compromesa amb la societat que l'envolta, partícip del seu temps i protagonista activa de l'escena musical barcelonina.

## Actualitat
La Banda ha esdevingut part indissoluble del panorama musical de la ciutat, amb la participació continuada a tots els esdeveniments d'importància de la ciutat, com per exemple la Festa Major de Barcelona, Festival Grec de Barcelona, el Festival Mas i Mas, el Cicle Música als Parcs, la Diada Nacional de Catalunya, Festa Major de Santa Eulàlia, entre d'altres. La Banda s'ha involucrat en projectes de caràcter social i educatiu desenvolupant concerts escolars i familiars en col·laboració amb departament L'Auditori Educa i L'Auditori Apropa.
La Banda ofereix a L'Auditori de Barcelona una temporada estable de concerts. Es tracta d'una programació de llarga durada, amb directors i intèrprets convidats on la Banda ofereix una ampla oferta musical.

## Directors
Aquests són els directors que han estat al càrrec de la institució al llarg de la seva història: 
- Josep Rodoreda i Santigós (1886-1895)
- Antoni Nicolau i Parera (1896-1897)
- Celestí Sadurní i Gurguí (1897-1910) per la renúncia al càrrec de Teodoro San José el qual l'havia guanyat per oposició.[14]
- Cristòfol Casanyé (1910-1914)
- Joan Lamote de Grignon i Bocquet (1914-1939)
- Ramon Bonell i Chanut (1939-1955)
- Ricard Lamote de Grignon (1955-1957)
- Joan Pich i Santasusana (1957-1967)
- Josep González (1967-1969)
- Enric Garcés Garcés (1969-1979)
- Francesc Elias i Prunera (1979-1980)
- Albert Argudo i Lloret (1980-1993)
- Josep Mut (1993-2007)
- Joan Lluís Moraleda i Perxachs (2007-2008, director adjunt)
- Jordi Moraleda i Perxachs (2007-2008, director adjunt)
- Rafael Grimal Olmos (2007-2008, director adjunt)
- Salvador Brotons i Soler (2008-2018, director convidat),[15]
- Marta Carretón (2008-2010, directora assistent)
- Juan Miguel Romero (2010-2014, director assistent)
- Henrie Adams (2014-actualitat, director assitent)
- Beatriz Fernández (2017-actualitat, directora assistent)
- José Rafael Pascual-Vilaplana (2018-actualitat)

## Estrenes i encàrrecs de la Banda Municipal de Barcelona
La Banda Municipal de Barcelona sempre ha assumit un ferm compromís amb la creació musical actual de Catalunya. Recentment, en celebrar el 125è aniversari, va encarregar una sèrie d'obres de les quals va fer l'estrena absoluta. Aquest impuls s'ha mantingut fins a l'actualitat i estrena obres de compositors catalans cada temporada. Mostra d'aquesta actitud són algunes de les peces estrenades als darrers anys:
| Compositor                     | Obra                                                    |
| ------------------------------ | ------------------------------------------------------- |
| Josep Alamà Gil                | Anaforismes per a Banda Simfònica                       |
| Joan Albert Amargós i Altisent | Jocs Temàtics per a banda simfònica                     |
| Lleonard Balada i Ibáñez       | Concert per a viola i instruments de vent               |
| Salvador Brotons i Soler       | Concert per a contrabaix i instruments de vent          |
| Jordi Cervelló i Garriga       | Concert per a piano, instruments de vent i percussió    |
| Elisenda Fàbregas              | Simfonia núm. 1                                         |
| Joan Guinjoan Gispert          | Foc d'aucell (Nova versió)                              |
| Albert Guinovart i Mingacho    | Les mans del vent concert per a piano i banda simfònica |
| José Rafael Pascual Vilaplana  | Hernandiana                                             |
| Jesús Rodríguez Picó           | Simfonies per a instruments de vent i percussió         |

## Col·laboracions
La Banda Municipal de Barcelona ha col·laborat amb músics de reconegut prestigi internacional al llarg de la seva dilatada història. Alguns col·laboradors recents de la Banda són els directors:
- Felix Hauswirth
- Jan Cober
- Walter Ratzek
- Franz-Paul Decker
- Andrés Valero Castells
- Manel Valdivieso
- Rafael Sanz Espert
- Arturo Tamayo
- José R. Pascual Vilaplana

Els solistes:
- Stefan Schilli, oboè
- Yukiko Akagi, piano
- Shoichiro Hokazono, bombardí
- Arno Bornkamp, saxòfon
- Jesús Santandreu, saxòfon
- Àlex Alguacil, piano
- Ximo Vicedo, trombó
- Marta Matheu, soprano
- Albert Guinovart, piano
- Enrique Bagaría, piano

Entre altres col·laboradors:
- Carles Santos, compositor
- Coral Cantiga, Coral Sant Jordio Coral Càrmina
- Spanish Luur Metalls
- Gelabert/Azzopardi, companyia de dansa
- Lloll Bertran, actriu
- Sol Picó, coreògrafa

## Discografia
La Banda Municipal de Barcelona ha reprès amb interès els enregistraments de part del seu repertori. A la seva dilatada discografia històrica ha sumat nous títols en els últims anys com són: Joan i Ricard de Grignon. Obres per Banda simfònica (2013) i l'enregistrament de part de l'obra escrita per a banda simfònica del que va ser-ne director titular, Salvador Brotons, pel segell internacional Naxos Records, publicat l'any 2015.